# Psephit
Psephit (griechisch psẽphos „Steinchen“) ist die Bezeichnung für grobklastische Sedimentgesteine mit Korngrößen über 2 mm. Nach der geotechnischen Korngrößenklassifikation entspricht dies den Steingrößen von Kies sowie Konglomeraten und Brekzien. Der Begriff lässt sich materialunabhängig verwenden, d. h. nicht nur für klastische Silikatgesteine, sondern auch für klastische Karbonatgesteine. Allerdings findet der Begriff Kalkpsephit so gut wie keine Verwendung. In der Karbonatpetrographie wird ein Kalkstein dieser Korngröße als Kalkrudit bezeichnet. Im Fall einer Metamorphose erhalten Psephite die Vorsilbe Meta-, sie werden zu Metapsephiten.
Das grobkörnige Ausgangsmaterial stammt aus der mechanischen Zerstörung anderer Gesteine. Dies geschieht zum Beispiel durch Frostsprengung an Felswänden und -blöcken, so dass die Bruchstücke sich als Fels-Schutt in Schutt- oder Blockhalden ansammelt. Durch Flusstransport werden scharfkantige Gesteinsbruchstücke in Gerölle umgewandelt.
Neben dem grobklastischen Psephit unterscheidet man feinklastische Pelite (mit Korngrößen unter 0,02 mm, z. B. Tone) und mittelklastische Sedimentgesteine (Psammite), deren Korngrößen 0,02–2 mm betragen (grober Schluff bis Grobsand). Alternativ zum Schema Pelit/Psammit/Psephit zur Benennung von siliziklastischen Sedimentgesteinen nach Korngrößen werden die Begriffe Tonstein/Siltstein/Sandstein/Konglomerat oder Brekzie angewendet. In der Karbonatpetrographie wird sehr viel häufiger das Begriffstrio Lutit/Arenit/Rudit zur Beschreibung oder Benennung von Gesteinen nach Korngrößen benutzt. 